# Mycodrosophila matilei
Mycodrosophila matilei är en tvåvingeart som beskrevs av Chassagnard och Lachaise 2000. Mycodrosophila matilei ingår i släktet Mycodrosophila och familjen daggflugor. Inga underarter finns listade i Catalogue of Life.